# یواس‌اس هوپ (۱۸۶۱)
یواس‌اس هوپ (۱۸۶۱) (به انگلیسی: USS Hope (1861)) یک کشتی بود که طول آن 85' بود.